# Vânători (okręg Ilfov)
Vânători – wieś w Rumunii, w okręgu Ilfov, w gminie Petrăchioaia. W 2011 roku liczyła 467 mieszkańców.